# Tuborg

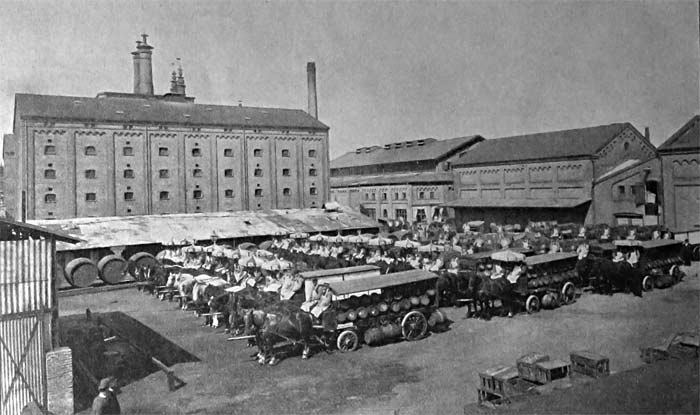
Browar Tuborg w 1900 r. w Hellerup...

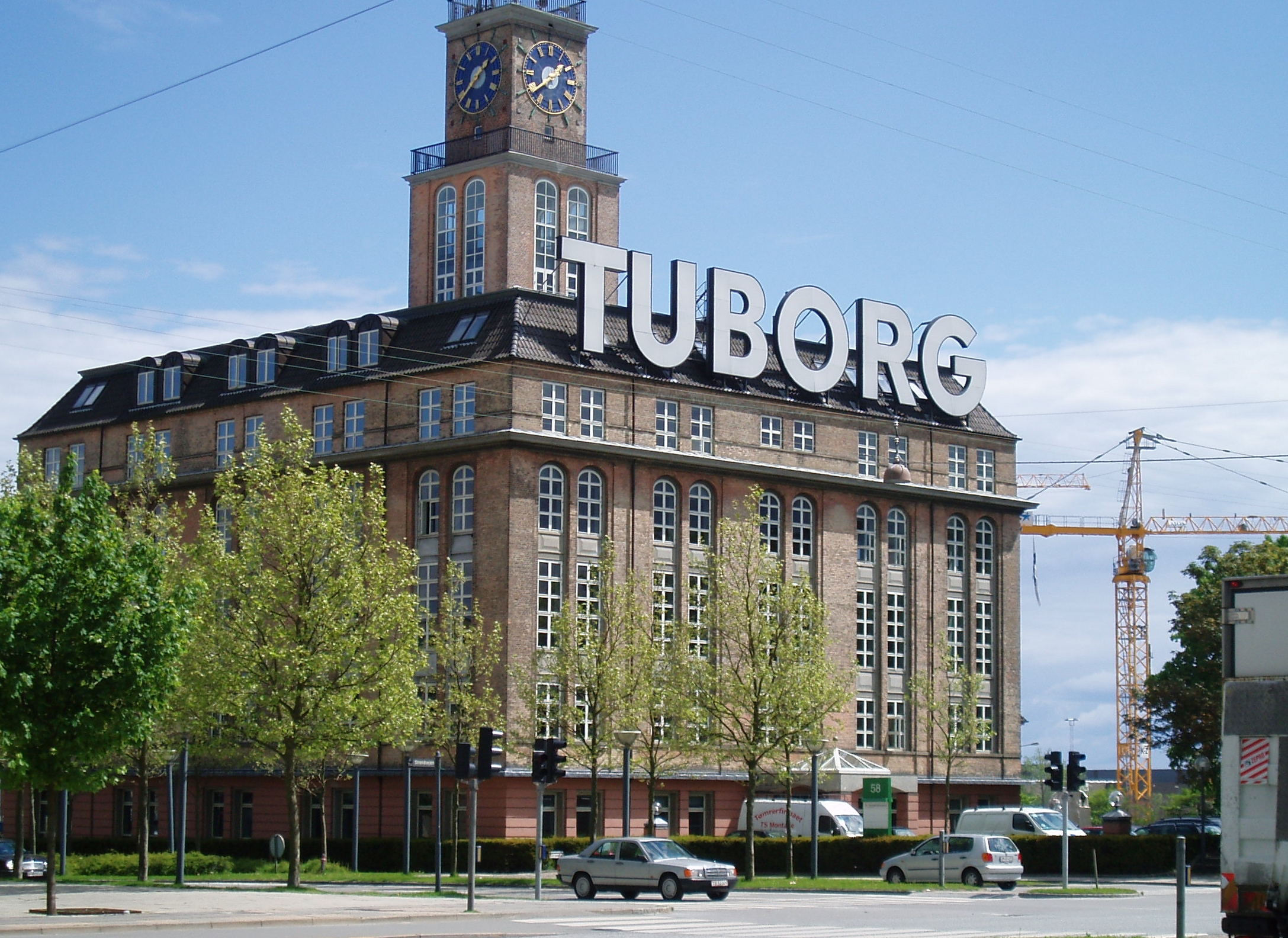
...i w 2007 r., w którym mieszczą się biura Grupy Carlsberg

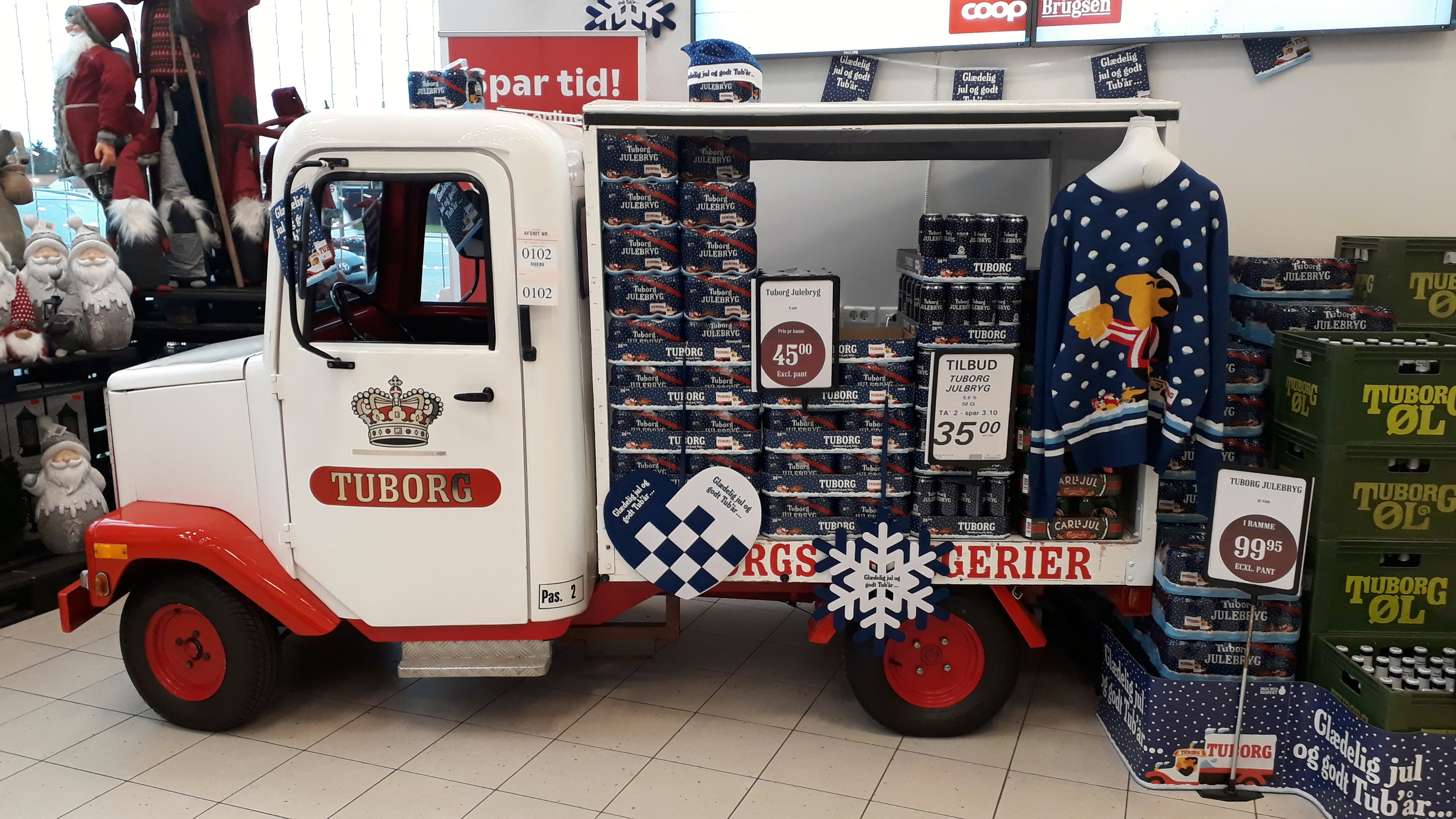
Instalacja reklamowa świątecznej odmiany piwa Turborg w duńskim supermarkecie

Tuborg – duńska firma piwowarska założona w 1873 roku w Hellerup w północnej części Kopenhagi przez Carla Frederika Tietgena i Philipa W. Heymana. Początkowo browar warzył piwa typu bawarskiego (monachijski lager), a jego pierwszą marką był Rød Tuborg (Czerwony Tuborg). Pięć lat później browar wypuścił swoje najbardziej znane piwo Grøn Tuborg Pilsner (Zielony Pilzner). Było to pierwsze piwo dolnej fermentacji w stylu pilzneńskim w Danii.
W 1894 r. zakład połączył się z kilkoma innymi mniejszymi browarami z Kopenhagi tworząc grupę United Breweries. W roku 1970 grupa ta połączyła się ze swoim odwiecznym konkurentem Carlsbergiem. Fuzja ta spowodowała 80% udział w rynku duńskim i sprzedaż za granicą trzykrotnie wyższą niż w rodzimej Danii. Carlsberg, zdobywając coraz większe udziały w spółce, zamknął Browar Tuborg, pozostawiając jedynie znaną na całym świecie markę, która produkowana jest w licznych browarach Carlsberga w Europie i Azji oraz na podstawie licencji.